# 131. вечити дерби у фудбалу
131. вечити дерби у фудбалу је фудбалска утакмица одиграна у Београду 29. септембра 2007. године, између Црвене звезде и Партизана. Утакмица се завршила резултатом 2 : 2 (0 : 1).